# Terre sans femmes
Pour plus de détails, voir Fiche technique et Distribution.
Terre sans femmes (Das Land ohne Frauen) est un film allemand réalisé par Carmine Gallone, sorti en 1929.

## Fiche technique
- Titre : Terre sans femmes
- Titre original : Das Land ohne Frauen
- Réalisation : Carmine Gallone
- Scénario :  Ladislaus Vajda, d'après le roman La Terre sans femmes de Peter Bolt[1]
- Photographie : Otto Kanturek
- Montage : Jean Oser
- Musique : Wolfgang Zeller
- Son : Karl Brodmerkel et Adolf Jansen
- Société de production : F.P.S.-Film GmbH
- Pays de production : Allemagne  République de Weimar
- Langue : Allemand
- Genre : Film dramatique
- Format : Noir et blanc — 35 mm — 1,33:1 — Son : Mono
- Durée : 118 minutes
- Dates de sortie :   
  - Allemagne  République de Weimar : 30 septembre 1929
  - Autriche : 9 novembre 1929
  - France : 28 février 1930

## Distribution
- Conrad Veidt : Dick Ashton, telegraphiste
- Elga Brink : Evelyne Bernheim
- Clifford McLaglen : Steve Parker
- Grete Berger : la mère d'Ashton
- Mathias Wieman : le physicien américain
- Ernö Verebes : O'Donegan, chercheur d'or à Coolgar
- Erwin Faber : Jim Sleigh, chercheur d'or
- Carla Bartheel : Mary Dawson
- Boris de Fast : Capitaine du Hastings
- Kurt Vespermann : Joe Smith, intendant du Hastings
- Károly Huszár : Homme couvert de terre
- Philipp Manning :
- Kurt Katch : Chercheur d'or